# Rodrigo Nehme
Rodrigo Vázquez Nehme (Cidade do México, 22 de agosto, de 1982). É um ator mexicano.

## Carreira
Ele nasceu de um pai mexicano Jorge Vázquez Fernández Leal, e uma mãe libanesa Mônica Nehme El Azar. Ele foi Levado Para Guadalajara, juntamente com a sua irmã mais velha onde estudou na American School Fundação de Guadalajara. Posteriormente, ele viveu em San Diego, Califórnia, onde estudou High School e Culinária. Ele então retornou ao México, onde se descobriu sua verdadeira paixão "atuar". 
Ele começou como modelo aos 16 anos de idade fazendo comerciais para a TV. Durante esse tempo, ele foi solicitado a acolher o cozimento secção de um programa TV, em seguida, estudou no "Centro de Educação Artística" (Artistic Education Center) na Cidade do México. Rodrigo começou Interpretando "Nico", um adolescente judeu, em "Rebelde" um grande sucesso mexicano. Até o momento, ele tem participado em vários outros programas produzidos pela Televisa.

## Trabalhos na TV

### Telenovelas
- 2009/2010 - Mar de Amor - Lorenzo Garabán
- 2008 - Juro Que Te Amo - Adrian Orlim
- 2007 - Ugly Betty - Dick Ayala
- 2004/2006 - Rebelde - Nicolás (Nico) Huber

### Seriados
• 2009- Los reyes del casco
- 2008 - Maria de Todos Los Angeles
- 2007 - Estilos
- 2007 - Decisiones
- 2007 - Mujer, La Serie
- 2007 -  Celebremos México
- 2004 - rebelde
- 2001 - Mujer casos de la vida real
- 2001 - Club 4 TV